# NGC 6122
NGC 6122 ist eine 14,6 mag helle linsenförmige Galaxie vom Hubble-Typ S0 im Sternbild Nördliche Krone. Sie ist schätzungsweise 457 Millionen Lichtjahre von der Milchstraße entfernt und hat einen Durchmesser von etwa 120.000 Lichtjahren.
Im selben Himmelsareal befinden sich u. a. die Galaxien NGC 6117, NGC 6119, NGC 6120, NGC 6129.
Die Typ-Ia-Supernova SN 2003ge wurde hier beobachtet.
Das Objekt wurde am 6. Mai 1886 von Guillaume Bigourdan entdeckt, der dabei „vF, R, no N“ notierte.